# Melambrotus zulu
Melambrotus zulu är en insektsart som beskrevs av Bo Tjeder 1992. Melambrotus zulu ingår i släktet Melambrotus och familjen fjärilsländor. Inga underarter finns listade i Catalogue of Life.